# خوسيه ماريا راموس ميخيا
خوسيه ماريا راموس ميخيا (بالإسبانية: José María Ramos Mejía)‏ هو مؤرخ وعالم اجتماع وسياسي أرجنتيني، ولد في 1849 في بوينس آيرس في الأرجنتين، وتوفي بنفس المكان في 1914. انتخب عضو مجلس النواب في الأرجنتين.